# Brødrekirkegården (Riga)
Brødrekirkegården (lettisk: Brāļu Kapi) er en militær kirkegård og et nationalt monument i Riga-forstaden Mežaparks i Letland. Kirkegården er et mindesmærke og en begravelsesplads for tusinde af lettiske soldater, som blev dræbt i årene 1915 og 1920 under både 1. verdenskrig og den lettiske krig for uafhængighed.
Kirkegården opførtes som en integreret kombination af skulptur og landskabspleje mellem 1924 og 1936, efter et projekt af billedhuggeren Kārlis Zāle, hvis mange skulpturer har en fremtrædende plads, og arkitekterne P. Feders, A. Birzenieks, P. Kundziņš, landskabsgartner Andrejs Zeidaks, billedhuggerne J. Cirulis og F. Valdmanis og andre.

## Design
Kirkegården består af et område på ni hektar i det nordøstlige Riga, fem kilometer fra byens centrum. Den ligger op til både Mežakirkegården og Rainiskirkegården. Mindesmærket udtrykker national taknemmelighed over for de faldne helte gennem kulturelle referencer til den lettiske nation. Kirkegårdens hovedport er 10 meter høj og 32 meter bred. På hver side af indgangen, på 2 meter høje platforme står en 3,30 meter høj skulpturel gruppe, der repræsenterer et par døende gamle lettiske ryttere. Rytterne og hestene i den højre skulpturelle gruppe har lige holdninger, og en af hestene har sit hoved kastet tilbage, og opadgående bevægelse dominerer gruppen. Dette står i kontrast til den venstre gruppe, der er domineret af nedadgående bevægelser udtrykt gennem de bøjede hoveder hos ryttere og heste, rytterne har sænket deres skjolde og flagene de bærer. Over indgangen ses datoerne 1915 (året for de første begravelser på kirkegården) og 1920 (det sidste år af den lettiske krig for uafhængighed), mellem de to datoer er porten dekoreret med Letlands nationalvåben. Fra hovedindgangen går den 205 meter lange "vej af tanker" gennem en allé af lindetræer til "helte-terrassen", omgivet af en egetræslund plantet i 1923. Terrassen, belagt med plader af tuf, er omkring 73 meter bred og 78 meter lang, i dens centrum er det én meter høje alter med den evige ild placeret. Ligesom "helte-terrassen" hæver sig over "vejen af tanker", skjules det ud af syne fra den centrale gravplads, som er på et lavere niveau end "vejen af tanker", indtil man har passeret terrassen, som dermed giver et panorama af gravpladsen og former en barriere mellem verdenerne af de levende og de døde.

## Historie
Den 26. september 1914 modtog Rigas Byråd en anmodning om at afsætte gravsteder, som senere dannede en separat kirkegård for soldater dræbt under 1. verdenskrig. Klitterne ved siden af Mežakirkegården blev valgt til formålet. De første soldater som begravedes dér den 15. oktober 1915 var J. Stūris, A. Havernass og I. Timms. Som krigen fortsatte blev flere og flere begravelser udført, og det blev hurtigt nødvendigt at planlægge dem, så kirkegården kunne udvides til at imødekomme det fortsatte behov. En sådan plan blev udarbejdet af Andrejs Zeidaks, byens chefgartner.
I 1920 dannedes et udvalg til at føre tilsyn med kirkegårde og slagmarker fra 1. verdenskrig, som fik ansvaret for udviklingen af Brødrekirkegården. Udviklingen af mindesmærket kan således groft inddeles i to perioder. Første var perioden for landskabsudvikling, der varede indtil 1923, hvor landskabsplejen blev udviklet i henhold til Zeidaks' ideer. Imens drøftedes den arkitektoniske og kunstneriske udvikling af kirkegården. I 1921 og 1922 fandt to lukkede projektkonkurrencer sted. Billedhuggeren Kārlis Zāle, som besøgte Riga for at deltage i projektkonkurrencen for Frihedsmonumentet, blev også inviteret til at deltage i den anden konkurrence om kirkegården. Han vandt, og den anden fase af udviklingen begyndte, der varede indtil 1936. I denne periode blev landskabsplejen suppleret af arkitektoniske og skulpturelle elementer for at danne et forenet ensemble i overensstemmelse med Zāles design. De arkitektoniske værker blev instrueret af P. Feders, arkitekt A. Birznieks og billedhuggerne M. Šmalcs, N. Maulics og P. Banders var også involveret.
Grundstenen til mindesmærket blev lagt den 18. november 1924. Den første skulpturelle gruppe, de døende ryttere, blev afsløret den 20. november 1927, den anden den 2. september 1928. Den berømte skulptur af Moder Letland og hendes døde sønner blev afsløret den 13. oktober 1929. Opførelsen af de vigtigste porte begyndte i 1930. Statuerne af soldater med skjolde, der symboliserer de fire landskaber i Letland, blev udhugget senere. I 1936 blev våbenskjoldene for Letlands 19 distrikter og 59 byer udhugget i kirkegårdens mur. Kirkegården blev formelt dedikeret som et mindesmærke den 11. november 1936 i overværelse af den daværende Lettiske præsident og regeringen.

## Gravpladser
Kirkegården omfatter mere end 2.000 gravpladser, for det meste af soldater, der blev dræbt mellem 1915 og 1920 under 1. verdenskrig, og den lettiske krig for uafhængighed. Den omfatter også et antal genbegravelser af letter dræbt under 2. verdenskrig og indehavere af Lāčplēsisordenen, tildelt for ekstraordinære fortjenester under den lettiske krig for uafhængighed.